# Laguatan
Los laguatan fue una nación bereber que habitó en el territorio de Cirenaica durante la época romana. Se los ha descrito principalmente como invasores y nómadas, pero también se los considera un grupo sedentarizado que también invadió. Emergieron a finales del siglo III, cuando los primeros grupos comenzaron la migración hacia el oeste de sus tierras originales en el desierto de Libia. Con el nombre de austurianos (en latín: austuriani, probablemente reflejando una sub-tribu entonces dominante) figuran en las fuentes como invasores de Cirenaica y Tripolitania en el siglo IV, y en los años 520, bajo su líder Cabaon; consiguieron una gran victoria sobre los vándalos, ganando su independencia efectiva. En los años 540, el oficial militar bizantino Sergio, durante un banquete, asesinó a 80 de los líderes de la confederación, lo que provocó una revuelta. Los laguatan se unieron con otros líderes tribales moros que también se habían rebelado, entre ellos Antalas, y fueron derrotados por el esfuerzo del general Juan Troglita.
Procopio de Cesarea los llama levatas (en latín: Leuathae, en griego: Λευάθαι), mientras que Flavio Cresconio Coripo los llama llaguas y laguantan.
Según Coripo, eran paganos, y profesaban culto a Gurzil, que es identificado como el hijo de Amón y una vaca. Durante la Edad Media islámica, Ibn Jaldún informa que este grupo tribal era conocido como lawata o louata, y estaba diseminado por los oasis de Egipto del desierto occidental a través de Cirenaica, Tripolitania al sur y el centro de Túnez y en Argelia oriental.